# Colle thermofusible
Pour les articles homonymes, voir HMA.

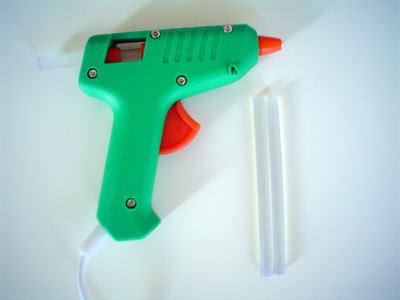
Pistolet à colle chaude et bâtonnets de colle thermofusible

Les colles thermofusibles, souvent désignées par leur équivalent anglais hot-melt adhesive ou HMA, sont une catégorie d’adhésifs thermoplastiques, souvent disponibles sous forme de granulés, paillettes, pains, et parfois bâtonnets, prévus pour être fondus dans un pistolet chauffant. Ces bâtonnets (fabriqués par moulage ou par extrusion) peuvent être de différentes tailles (diamètre et longueur) ou forme (ronde ou ovale). Pour toutes les autres présentations un fondoir de capacité industrielle disposant d'une pompe, de tuyaux chauffants et d'applicateurs est nécessaire.
Le pistolet chauffant utilisé (électrique ou à gaz) est constitué d’une gâchette permettant de pousser le bâton au travers d’un élément chauffant qui fond la colle. Celle-ci est alors éjectée du pistolet au travers d’une buse sous forme d’un liquide qui est appliqué sur l’élément à coller. Les colles peuvent aussi se présenter sous la forme de granulés, ceux-ci sont alors destinés à un usage industriel et sont appliqués par une machine spéciale munie d’un fondoir. 
Ce type de colle présente un tack important à l’état fondu avant de se solidifier (le plus souvent en quelques secondes) et ainsi maintenir l’assemblage.
Les principales applications des colles thermofusibles sont aujourd’hui industrielles (notamment pour l’emballage), ainsi ces colles se retrouvent dans beaucoup d’objets de la vie courante.

## Historique
Depuis l’Antiquité, la propriété de certains matériaux de fondre et se solidifier en refroidissant tout en maintenant deux éléments ensemble a été utilisée pour coller différents matériaux. Ainsi, les colles animales, appliquées à chaud, sont encore utilisées de nos jours dans l’industrie du bois ; ces colles sont fondues dans des récipients et appliquées au pinceau. La cire à cacheter, qui ne colle que sur un seul support, est également une forme de colle thermofusible de même que le bitume et la gomme-laque.
L’essor de cette catégorie de matériau a suivi celui des matières plastiques depuis le début du XXe siècle. À l’origine, ces produits étaient destinés à l’enduction de papier et étaient constitués de résines et de paraffines. L’adjonction de différents polymères (notamment les EVA mis sur le marché dans les années 1960) a peu à peu permis d’obtenir des matériaux résistants et ouvert la voie à la fabrication de produits aux propriétés adhésives très intéressantes.

## Fabrication
Les constituants de base sont des polymères thermoplastiques (polyéthylènes, polypropylènes, polyamides et surtout des copolymères de type EVA). Ces polymères donnent les caractéristiques principales du produit (cohésion, résistance, tenue en température, viscosité à l’état fondu).

Des résines tackifiantes (naturelles ou synthétiques) sont ajoutées afin d’avoir un tack important à chaud, ce qui permet un collage rapide et un réglage des propriétés rhéologiques.

Enfin, les additifs classiques des matières plastiques (cires, plastifiants, antioxydants, colorants, charges, etc.) sont utilisés afin d’obtenir les formulations adéquates.
La mise en forme de ces produits peut être réalisée par moulage, ou par extrusion au travers d’une filière, ce qui permet la fabrication des bâtons de colle. Ceux-ci peuvent être de tailles différentes (longueur de 100 à 300 mm), de diamètres adaptés aux pistolets (diamètres standards de 12, 15, 18 et 25 mm), voire de sections variées (ovale, ronde, …).

## Utilisation et caractéristiques
Ces bâtons sont utilisés dans des pistolets chauffants où ils sont fondus, permettant leur application à l’état liquide.
Les pistolets chauffants (électriques ou à gaz) sont composés d’une gâchette (dont la course peut se régler sur certains pistolets) qui permet de pousser le bâton au travers d’un élément chauffant (certains pistolets permettent de régler cette température). La colle est fondue puis passe au travers d’une buse pour être appliquée sur le support à encoller.
Les principales caractéristiques recherchées pour ce type de colle sont :
- la viscosité à l’état fondu ;
- le temps de prise (durée entre l’assemblage des éléments et le collage effectif) ;
- le temps ouvert (durée entre la dépose de la colle et l’assemblage des éléments) ;
- la tenue au froid et à la chaleur ;
- l’adhésion sur différents supports (notamment les plastiques, les bois, les métaux ; le verre, les céramiques, …) ;
- la température de dépose (entre 120 °C et 200 °C).

Ces colles présentent d’intéressantes propriétés (absence de solvants, prise très rapide de l’ordre de la minute, adhésion sur une grande variété de supports), ce qui a permis de répandre leur utilisation à une large gamme d’industries :
- sellerie automobile ;
- reliure ;
- emballage (notamment fermeture étuis et cartons) ;
- fabrication de meubles (placage de chants, collage de surface) ;
- fabrication de couches-culottes.

## Fabricants
De nos jours, le marché est essentiellement représenté par les grands fabricants de colles, tels Henkel, Bostik, Embal-ix/Paramelt[réf. nécessaire].